# スコットランド郡 (ノースカロライナ州)
スコットランド郡（スコットランドぐん、英: Scotland County）は、アメリカ合衆国ノースカロライナ州の南部に位置する郡である。2010年国勢調査での人口は36,157人であり、2000年の35,998人から0.4%増加した。郡庁所在地はローリンバーグ市（人口15,962人）であり、同郡で人口最大の都市でもある。

## 歴史
スコットランド郡は1899年にリッチモンド郡が分離して設立された。郡名は、初期のヨーロッパ系開拓者がスコットランド・アイルランド系やスコットランドのハイランド地方出身者だったことから、スコットランドと名付けられた。

## 郡政府
スコットランド郡は地域のランバー川自治体委員会のメンバーである。
2000年国勢調査によって、アメリカ合衆国下院議員ではほぼ全域がノースカロライナ州第8選挙区に属しており、現在は共和党議員を選出している。

## 地理
アメリカ合衆国国勢調査局に拠れば、郡域全面積は321平方マイル (830 km2)であり、このうち陸地319平方マイル (830 km2)、水域は2平方マイル (5.2 km2)で水域率は0.47%である。

### 郡区
スコットランド郡は4つの郡区に分かれている。ローレルヒル、スプリングヒル、スチュワーツビル、デイビッドソンの各郡区である。

### 主要高規格道路
- アメリカ国道15号線
- アメリカ国道74号線
- アメリカ国道401号線
- アメリカ国道501号線
- ノースカロライナ州道71号線
- ノースカロライナ州道79号線
- ノースカロライナ州道144号線
- ノースカロライナ州道381号線

### 隣接する郡
- ホーク郡 - 北東
- ロブソン郡 - 南東
- マルボロ郡 (サウスカロライナ州) - 南西
- リッチモンド郡 - 北西
- ムーア郡 - 北

## 人口動態
以下は2000年の国勢調査による人口統計データである。
| 基礎データ - 人口: 35,998人 - 世帯数: 13,399 世帯 - 家族数: 9,674 家族 - 人口密度: 44人/km2（113人/mi2） - 住居数: 14,693軒 - 住居密度: 18軒/km2（46軒/mi2） 人種別人口構成 - 白人: 51.49% - アフリカン・アメリカン: 37.32% - ネイティブ・アメリカン: 8.88% - アジア人: 0.51% - 太平洋諸島系: 0.02% - その他の人種: 0.46% - 混血: 1.33% - ヒスパニック・ラテン系: 0.82% | 年齢別人口構成 - 18歳未満: 28.1% - 18-24歳: 9.5% - 25-44歳: 27.6% - 45-64歳: 23.4% - 65歳以上: 11.3% - 年齢の中央値: 35歳 - 性比（女性100人あたり男性の人口） - 総人口: 88.4 - 18歳以上: 83.0 世帯と家族（対世帯数） - 18歳未満の子供がいる: 34.4% - 結婚・同居している夫婦: 47.1% - 未婚・離婚・死別女性が世帯主: 20.4% - 非家族世帯: 27.8% - 単身世帯: 24.4% - 65歳以上の老人1人暮らし: 8.9% - 平均構成人数 - 世帯: 2.61人 - 家族: 3.10人 | 収入と家計 - 収入の中央値 - 世帯: 31,010米ドル - 家族: 39,178米ドル - 性別 - 男性: 31,212米ドル - 女性: 23,172米ドル - 人口1人あたり収入: 15,693米ドル - 貧困線以下 - 対人口: 20.6% - 対家族数: 17.4% - 18歳未満: 29.8% - 65歳以上: 17.2% |

## 都市と町

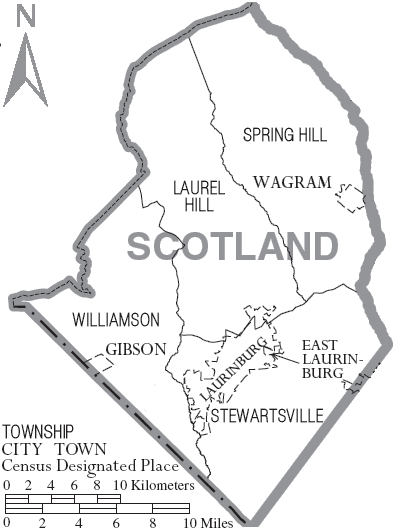
スコットランド郡の自治体と郡区

- イーストローリンバーグ
- ギブソン
- ローレルヒル
- ローリンバーグ - 郡庁所在地
- ワグラム

## 観光
スコットランド郡は州内100郡の中でも面積最小の郡であるが、観光収入では第63位である。ノースカロライナ州商務省はスコットランド郡が毎年3,300万米ドルの観光収入を上げていると推計している。
主な観光地や行事として以下のものがある。
- 祭、スコットランド郡ハイランドゲームズ、カロライナ物語祭、ジョン・ブルー祭
- 歴史的な場所、ジョン・ブルー邸（ローリンバーグ市）、オールド・ローレルヒル教会
- 博物館など、スコットランド郡博物館、インディアン博物館、スコットランド歴史遺産センター
- アウトドア、サイプレス・ベンド・ブドウ園、セントアンドリュース乗馬センター、チョーク・バンクス、ランバー川
- 地方のカレッジ、セントアンドリュース長老派教会カレッジ

スコットランド郡は「カロライナの魂」と呼ばれることが多い。急速に成長する州にあって、歴史や個人の心に触れるものを残しているからである。